# Mistrovství světa v hokejbalu žen 2017
Mistrovství světa v hokejbalu 2017 bylo 6. mistrovství světa a konalo se od 1. června do 10. června 2017 v Tipsport Areně v Pardubicích.
Mistrovství ISBHF se zúčastnilo 6 ženských týmů.

## Základní skupina
| P | Tým            | Z | V | VP | PP | P | GV | GI | +/- | B  |
| - | -------------- | - | - | -- | -- | - | -- | -- | --- | -- |
| 1 | Kanada         | 5 | 4 | 0  | 0  | 1 | 20 | 5  | +15 | 12 |
| 2 | Česko          | 5 | 3 | 1  | 0  | 1 | 23 | 3  | +20 | 11 |
| 3 | Slovensko      | 5 | 2 | 1  | 1  | 1 | 9  | 6  | +3  | 9  |
| 4 | USA            | 5 | 2 | 1  | 0  | 2 | 12 | 7  | +5  | 8  |
| 5 | Velká Británie | 5 | 1 | 0  | 0  | 4 | 1  | 31 | -30 | 3  |
| 6 | Itálie         | 5 | 0 | 0  | 2  | 3 | 2  | 15 | -13 | 2  |